# Elizabeth Wyn Wood
Elizabeth Wyn Wood (Orillia, 8 de octubre de 1903 - Toronto, 27 de enero de 1966) fue una escultora canadiense. 

## Datos biográficos

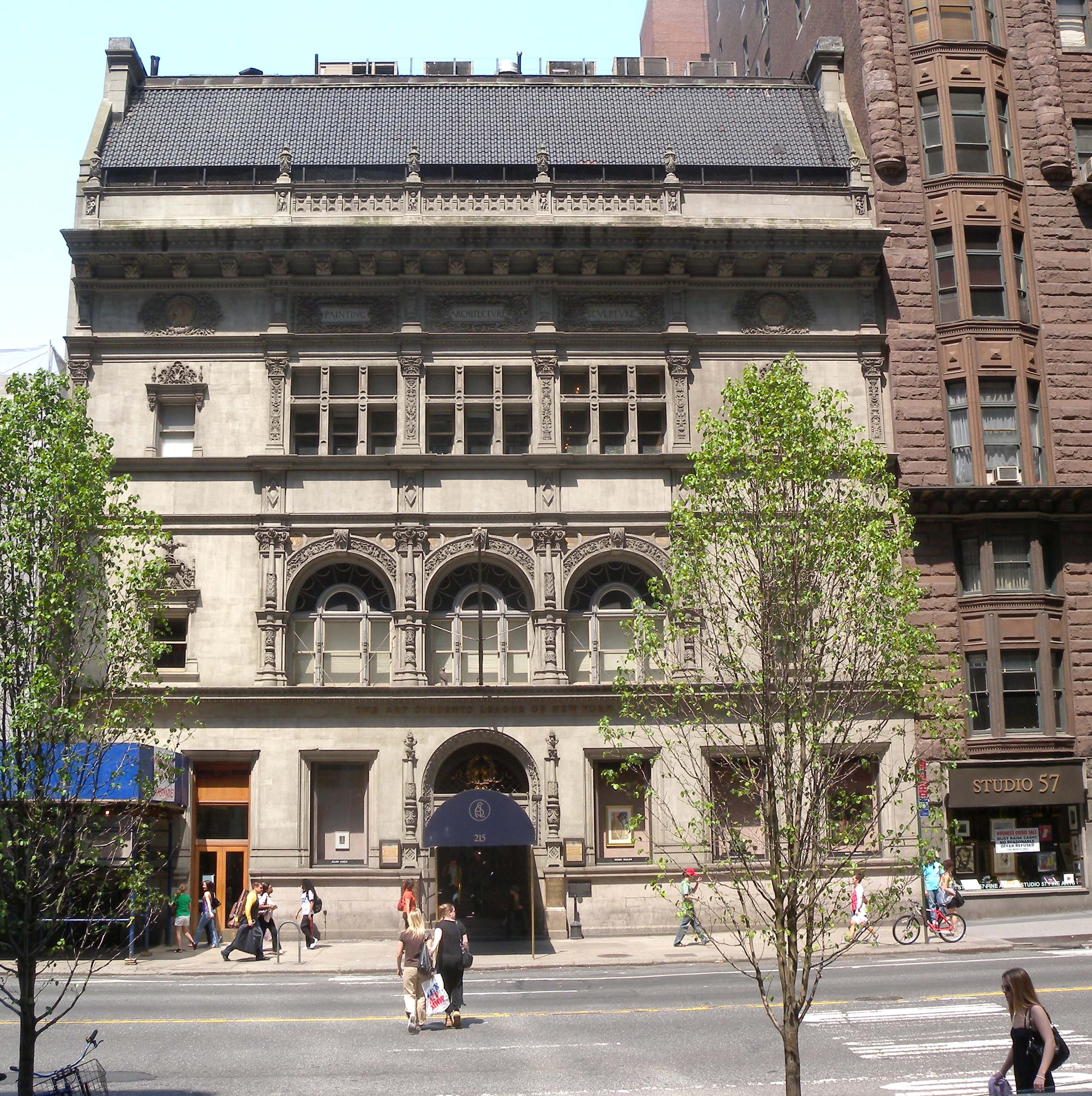
Edificio de la Liga de estudiantes de arte de Nueva York

Wood estudió escultura en el Colegio de Arte de Ontario y en la Liga de estudiantes de arte de Nueva York, en Nueva York.
Entre sus más importantes trabajos públicos se encuentra el Memorial de Guerra Welland-Crowland en el Parque Chippawa de Welland, Ontario, inaugurado en 1939.
También los relieves del año 1962 en la Universidad Ryerson de Toronto.  

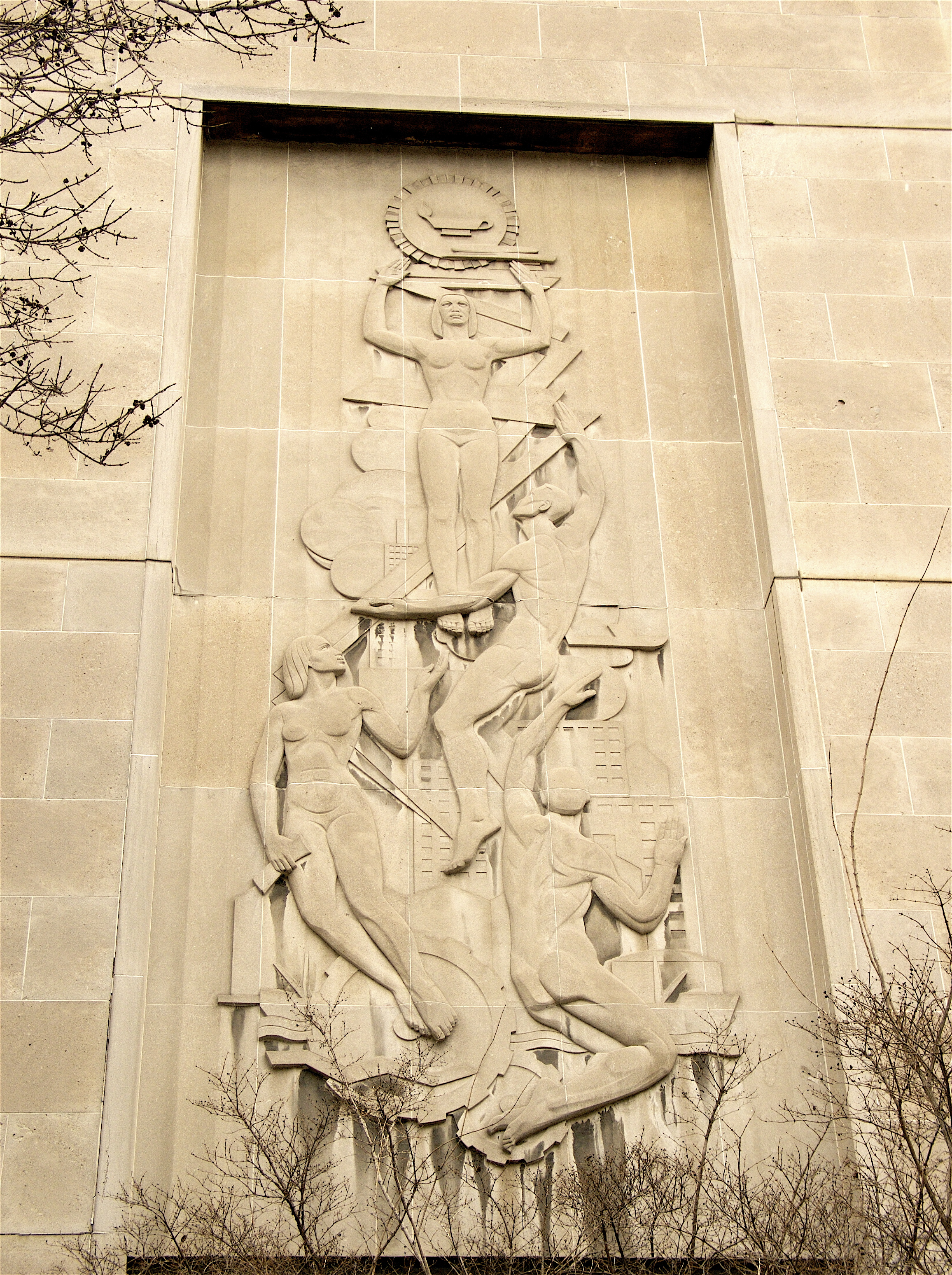
Bajorrelieve de Elizabeth Wyn Wood en la  Ryerson University, Toronto.
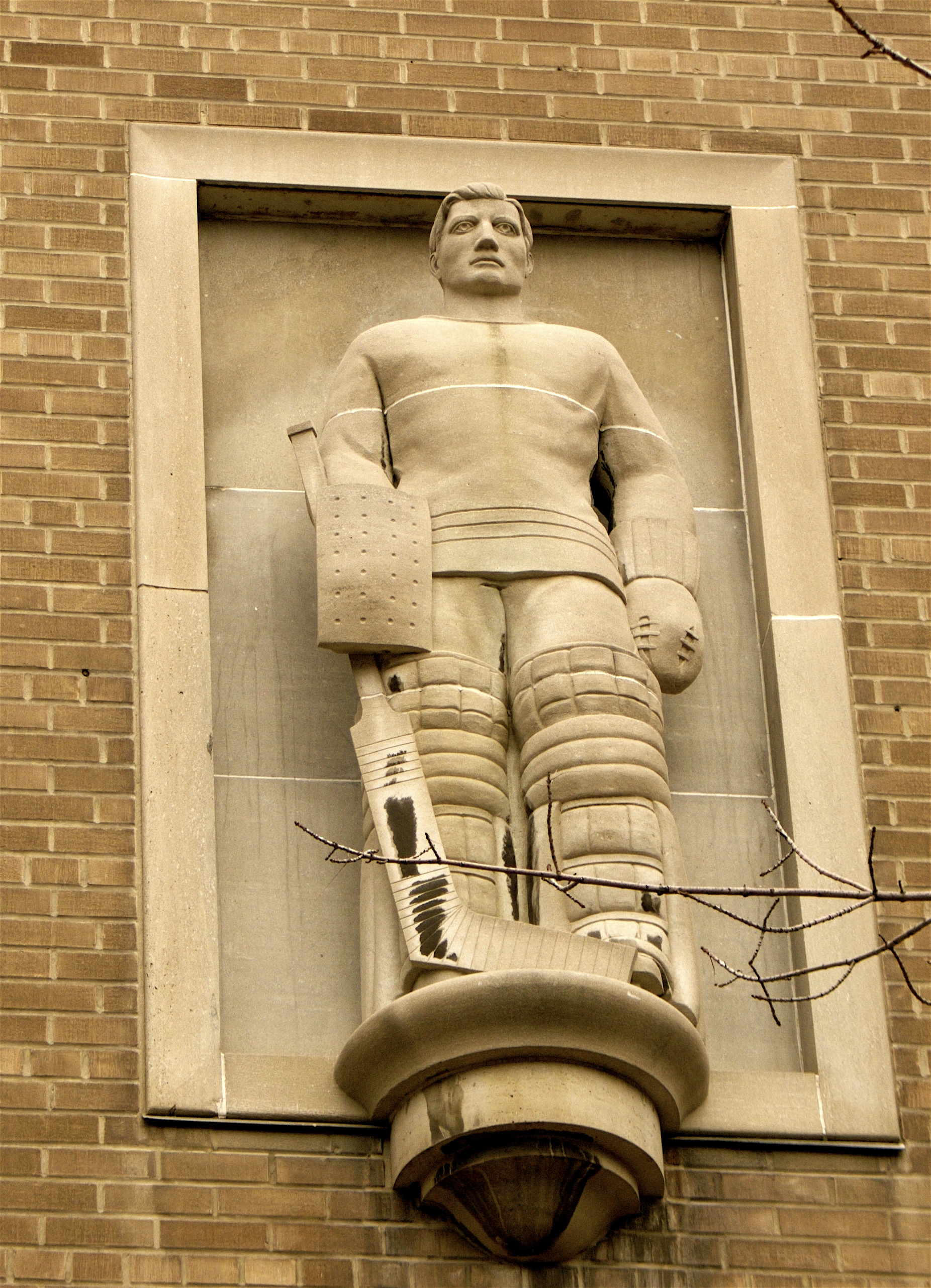
Bajorrelieve de Elizabeth Wyn Wood de de un portero de Hokkey sobre hielo (Goaltender) en la Ryerson University de Toronto.

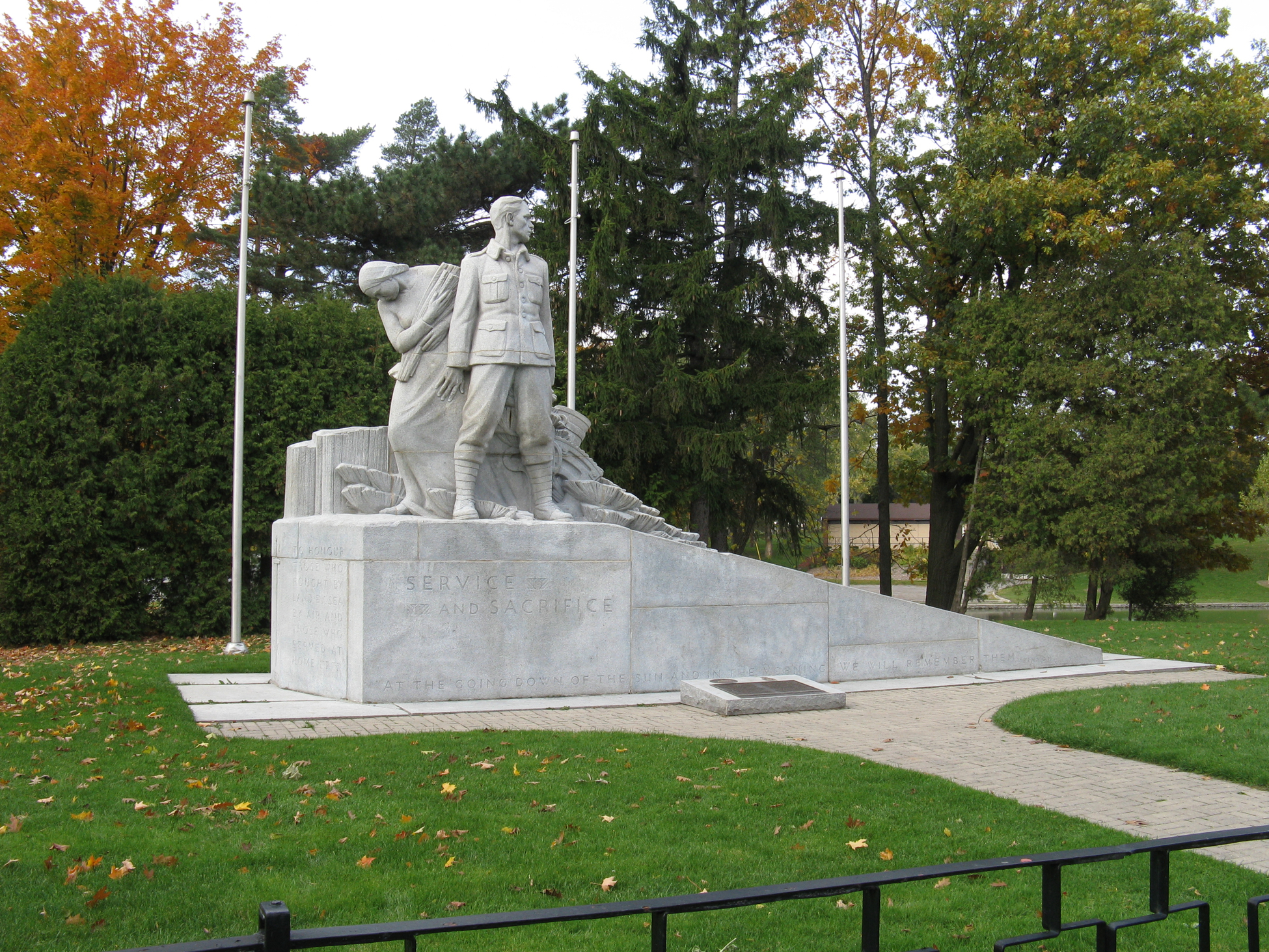
Memorial de Guerra Welland-Crowland, 1939

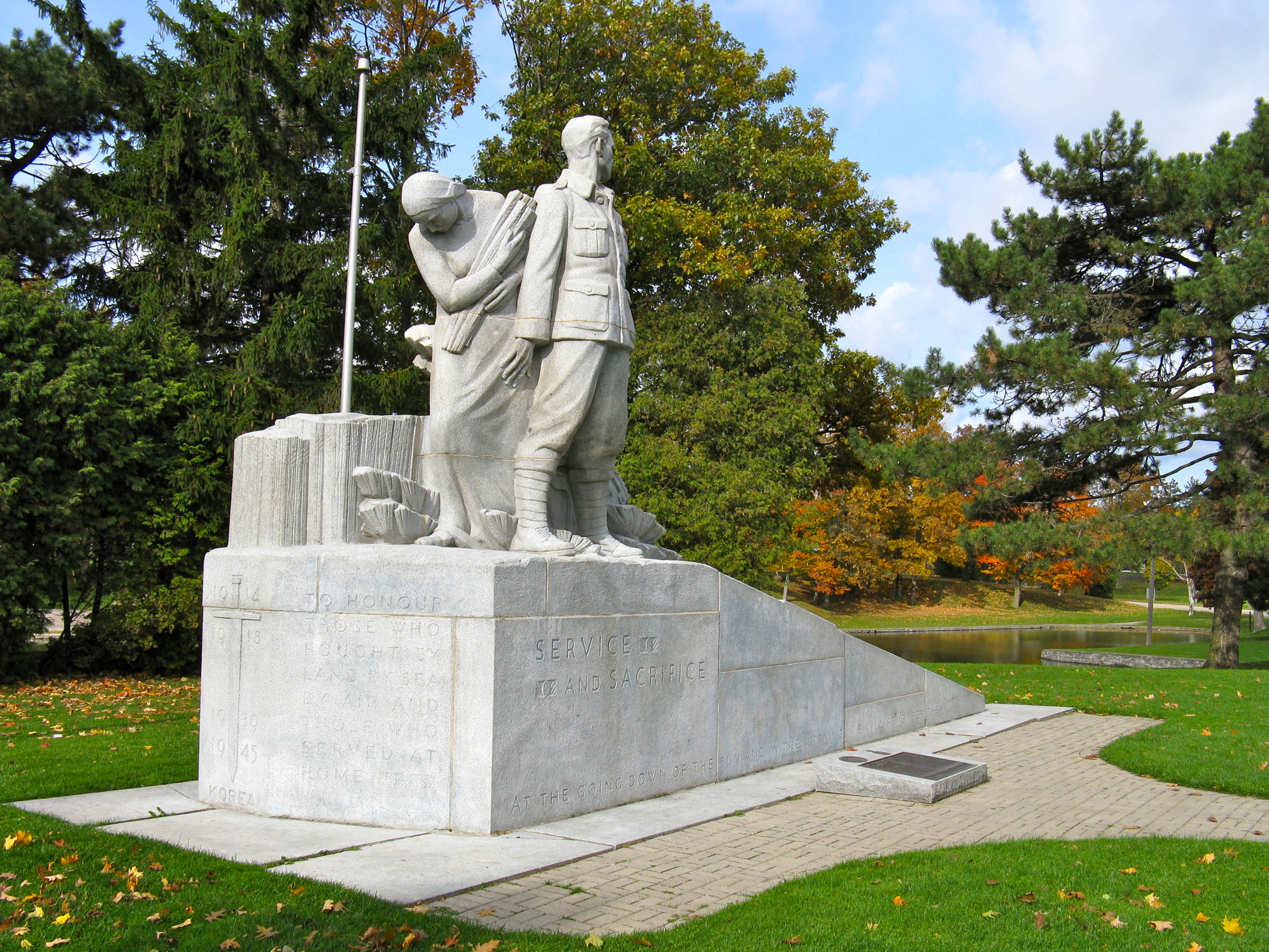
El Memorial de Guerra Welland-Crowland en Welland, por Elizabeth Wyn Wood.

El Memorial de Guerra Welland Crowland diseñado por Elizabeth Wyn Wood, muestra dos figuras heroicas, el Hombre Defensor y la Mujer Proveedora, enfrentados ante el paisaje canadiense. Planeado como parte de un plan regional para el embellecimiento de las tierras a lo largo del canal de Welland, el monumento estaba destinado a ser visible e inteligible a los pasajeros de los barcos que pasan. El Memorial de Guerra Welland Crowland  se inauguró el 2 de septiembre de 1939.
Fue alumna y se casó en 1926 con el escultor Emanuel Hahn. La pareja junto a Alfred Laliberté, Frances Loring, Florence Wyle y Henri Hébert fueron los miembros fundadores de la Sociedad de Escultores de Canadá.
Fue incluida en el Salón de la Fama de Orillia en 1966.